# Chemiré-le-Gaudin

Chemiré-le-Gaudin este o comună în departamentul Sarthe, Franța. În 2009 avea o populație de 934 de locuitori.